# Ursel Sieber
Ursel Sieber (* 28. September 1957 in Schorndorf-Oberberken; † 30. November 2023) war eine deutsche Journalistin und Buchautorin.

## Leben
Ursel Sieber studierte nach ihrem Abitur 1976  Politologie, Romanistik und Germanistik. Anschließend hatte sie mehrere Auslandsaufenthalte in den Vereinigten Staaten und in Frankreich. 1984 kam sie als Redakteurin zu Die Tageszeitung (taz) nach Berlin. Von 1987 bis 1990 war sie für die taz Parlamentskorrespondentin in Bonn.
Nachdem sie bei der taz aufhört hatte, stieg sie auf Fernsehjournalismus um und arbeitete für die ARD-Magazine Monitor und Kontraste. Dabei veröffentlichte sie schwerpunktmäßig Beiträge zum Gesundheitssystem. Als freie Journalistin und Buchautorin schrieb sie insbesondere über Gesundheitsthemen.
2002 wurde ihr der Helmut-Schmidt-Journalistenpreis zusammen mit Mathew D. Rose für die Kontraste-Sendung Pleiten ohne Enden verliehen. Es folgte 2010 der Ernst-Schneider-Preis für Endstation Chaos – Die Bahn auf gefährlichem Kurs, einen Bericht im Rbb Fernsehen über das S-Bahn-Unglück 2006, bei dem 35 Personen verletzt wurden. Ausgezeichnet wurden außerdem Norbert Siegmund und Olaf Jahn.
2011 erhielt sie den 3. Platz in der Kategorie „Kritischer Journalismus“ beim Otto-Brenner-Preis 2011 für ihr Sachbuch Gesunder Zweifel. Das Buch beschäftigte sich mit der Arbeit des Pharmakritikers Peter Sawicki.
Ursel Sieber starb am 30. November 2023 nach langer Krebserkrankung.

## Werke

### Monografien
- Der quotierte Mann: Zwischenlösungen im Geschlechterkampf. Mit Bernd Ulrich. Rotbuch-Verlag 1990. ISBN 3-88022-027-1
- Rabenmütter? Von Frauen, die ihr Kind weggeben. Mit Sabine Stamer. Fischer-Verlag 1994. ISBN 978-3-596-12415-2
- Gesunder Zweifel. Einsichten eines Pharmakritikers – Peter Sawicki und sein Kampf für eine unabhängige Medizin. Berlin-Verlag 2010. ISBN 978-3-8270-0976-0
- Enteignet. Mit Jan Schmitt und Sonia Seymour Mikich. Bertelsmann 2013, ISBN 978-3-570-10159-9.

### Beiträge
- Deutsche Demokraten. Wie rechtsradikal sind CDU & CSU? Mit Beiträgen von Ursel Sieber, Charlotte Wiedemann, Bernd Siegler, Jürgen Elsässer, Ernesto Schweitzer, Jürgen Voges. Verlag Die Werkstatt, Göttingen 1994, ISBN 3-923478-94-1